# Planet of the Apps
Planet of the Apps is een Amerikaanse serie die te bekijken is op Apple Music. In elke aflevering hebben appontwikkelaars 60 seconden de tijd om hun idee voor te leggen aan de jury, bestaande uit Jessica Alba, Gwyneth Paltrow, Will.i.am en Gary Vaynerchuk. De serie wordt gepresenteerd door Zane Lowe.
Het eerste seizoen startte op 6 juni 2017 en bestaat uit 10 wekelijkse afleveringen.